# جک ئی. کاکس
جک ئی. کاکس (انگلیسی: Jack E. Cox؛ ۲۶ ژوئیهٔ ۱۸۹۶ – ۲۹ ژوئیهٔ ۱۹۶۰) فیلم‌بردار اهل بریتانیا بود. او فیلم‌بردار فیلم‌هایی مانند رینگ، اهل جزیرهٔ من، باج‌گیری، دوز و کلک، خانم ناپدید می‌شود، جاده‌صاف‌کن و تنها شانس من بوده است.

## مرگ
پس از یک کار حرفه ای پربار با ۸۵ فیلم. در ۳۳ سال، کاکس در ۲۹ ژوئیه ۱۹۶۰ در ساری درگذشت.